# The Pixar Story
The Pixar Story, dirigido por Leslie Iwerks, es un documental de la historia de la compañía Pixar Animation Studios.
La primera versión de la película se estrenó en el Sonoma Film Festival, en 2007, y tenía una duración teatral limitada después de que un año antes fuese tomada por la red de cable Starz en Estados Unidos.
La cinta se estrenó, fuera de Estados Unidos, en formato DVD en el verano de 2008 como parte de "Ultimate Pixar Collection", un box set de las películas de Pixar. Se incluyó como una sección especial en la edición especial de DVD y Blu-ray de WALL·E, que se lanzó el 18 de noviembre de 2008.